# Casbah

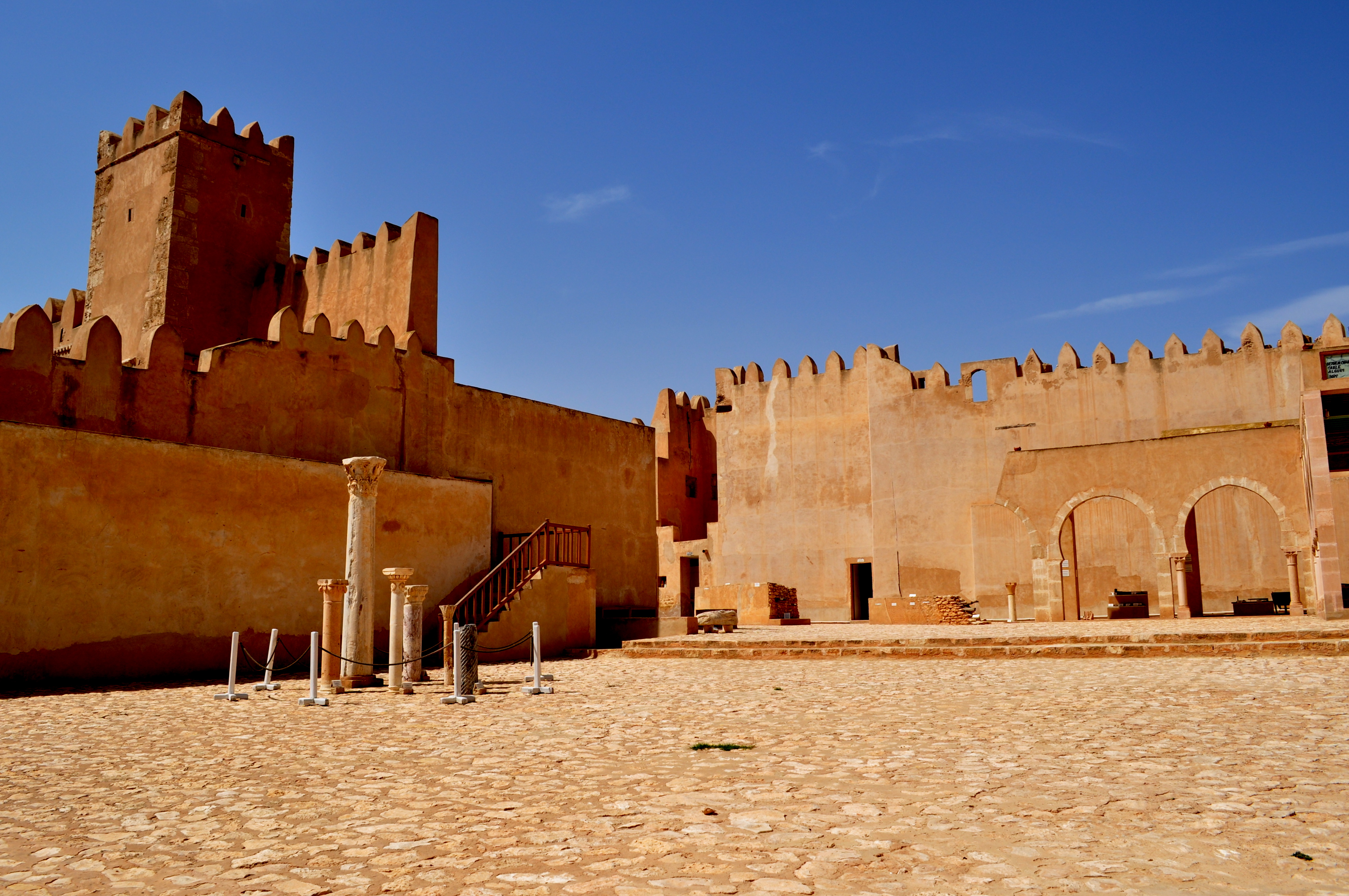
Kasbah din Sfax, Tunisia, Magreb.

O casbah ( /ˈkæzbɑː/ , de asemenea, US /ˈkɑːz-/ ; arabă قَـصَـبَـة, transliterat: qaṣabah  în traducere: „partea centrală a unui oraș sau a unei cetăți”)  sau qasbah în engleză, cunoscută și sub denumirea de qasaba, gasaba și quasabeh, în indiană qassabah, în portugheză alcáçova, și în Spania alcazaba, este un tip de medină sau fortăreață (citadelă). Sensul cuvântului casbah este variat, incluzând „donjonul”, „centru istoric”, „ turn de veghe ” sau „bloc de locuințe”. 

## Donjon

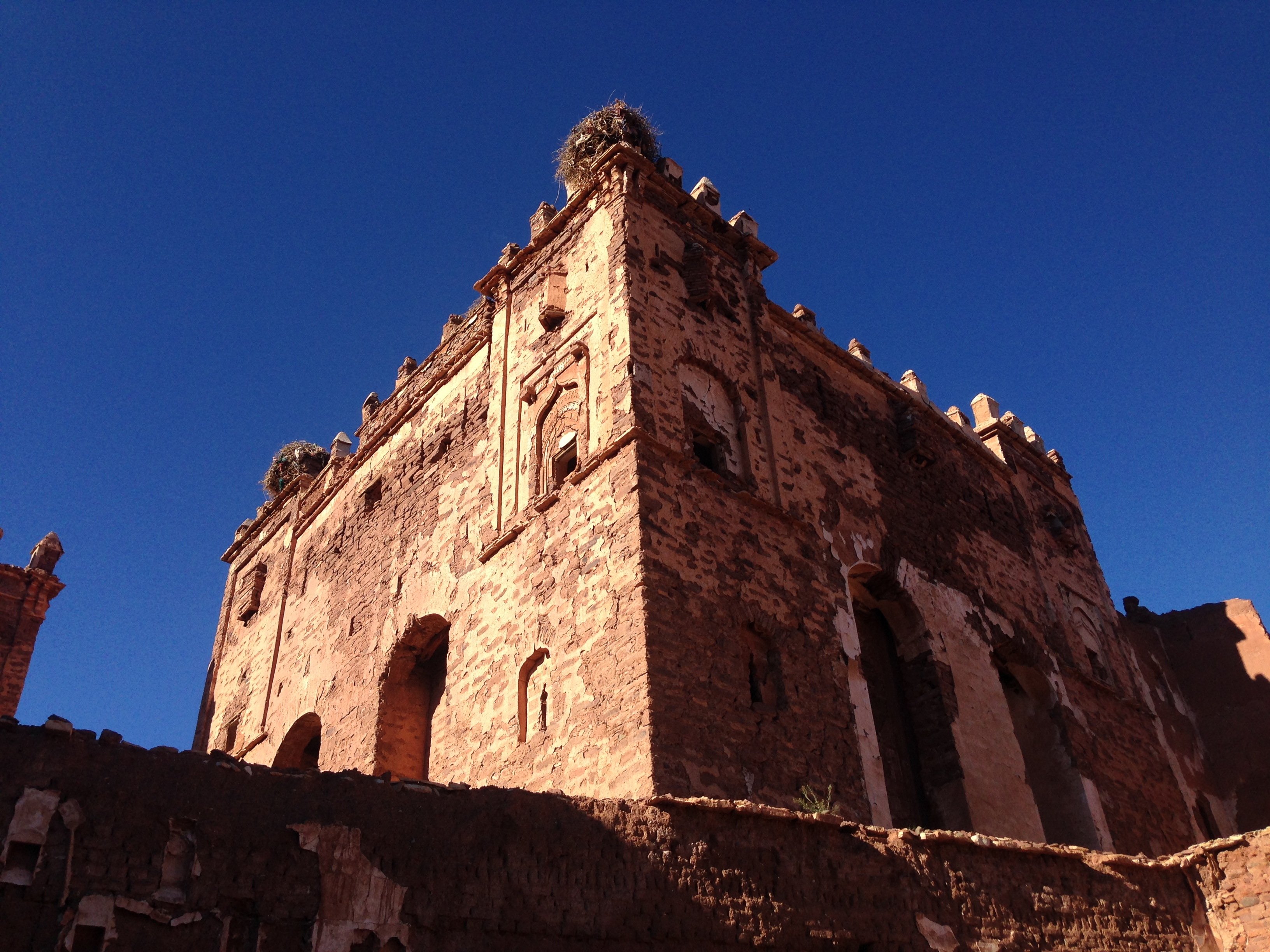
Vedere a clădirii principale Telouet Kasbah, Maroc, Africa de Nord

În Maroc și în Iberia, casbah se referă frecvent la mai multe clădiri dintr-un donjon, o cetate sau mai multe structuri din spatele unui zid defensiv. Cuvântul spaniol alcazaba este un cognat numind clădirea echivalentă în Andaluzia sau Spania maură. În portugheză, a evoluat la cuvântul alcáçova. În limba catalană, evoluția a avut ca rezultat alcassaba. O casbah era un loc unde locuia liderul local și un adăpost atunci când orașul era atacat. O casbah are ziduri înalte, de obicei fără ferestre. Uneori, la fel ca în Tanger, au fost construite pe dealuri pentru a putea fi mai ușor apărate. Unele au fost amplasate lângă intrarea în porturi. A avea un casbah construit era un semn al bogăției unor familii din oraș. Când a început colonizarea în 1830, în nordul Algeriei, existau o serie de casbah care au durat mai mult de 100 de ani. 

## Orașul vechi
Cuvântul casbah poate fi folosit și pentru a descrie partea veche a unui oraș, caz în care are același sens cu termenul medina. Unele dintre exemplele proeminente de casbah ca oraș vechi sunt Casbah din Alger și Casbah din Dellys. În limbile turcă și urdu, casaba se referă la o așezare mai mare decât un sat, dar mai mică decât un oraș; pe scurt, un orășel. În sârbo-croată, casaba (chirilic: касаба) înseamnă un oraș mic, subdezvoltat, provincial. În India, un qasbah este un oraș mic care se distinge prin prezența familiilor musulmane de rang. 

## Turn de Veghe

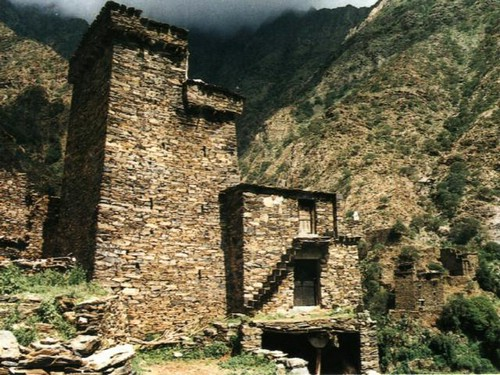
Casbah turn de veghe în orașul Hejazi Al Baha, Arabia Saudită

În provinciile Al-Bahah și Asir din Arabia Saudită și în Yemen, cuvântul „qasaba” se referă, de obicei, fie la o singură turlă din piatră sau din stâncă, fie ca parte a unei case-turn sau a unui turn izolat pe un deal sau comandând un câmp. Encyclopædia Britannica o definește ca fiind: „Anticele qasaba („ turnuri ”) găsite în provincie au fost folosite ca foișoare sau ca hambare.”
O altă carte descrie aceste turnuri după cum urmează: „Aparent unice în arhitectura din Provincia Asir sunt turnurile qasaba. Funcția lor rămâne încă controversată - unii susțin că au fost construite ca foișoare, alții le consideră donjonuri. Poate că este o combinație, deși poziția corectă a unui turn de veghe, pe un vârf de deal, este locul nepotrivit pentru un donjon sau un hambar." Arheologii au găsit imagini cu turnuri similare în ruinele Qaryat al-Fāw, în Rub 'al-Khali sau în Cartierul Gol al Arabiei Saudite, care au durat din secolul III î.Hr. până în secolul al IV-lea sau până în epoca noastră.       
„Casele erau pe două etaje, susținute de ziduri de piatră de aproape doi metri (6 ') grosime și care se bucurau de facilități precum sistemele de alimentare cu apă și latrinele de la etajul doi. Un mural atrăgător înfățișează o casă turn cu mai multe etaje, cu desene în ferestre: designul său seamănă cu locuințele similare de astăzi din Yemen și din sudul Arabiei Saudite."
„Majoritatea qasabelor au un plan circular, deși unele sunt pătrate. Uneori, au o bandă de pietre de cuarț chiar sub ferestre sau în cadrul ferestrelor - un exemplu bine păstrat este în partea de sus a Wadi Ain. Rămășițele unei structuri de piatră asemănătoare unui turn Martello sunt în nordul Al-Masnah. Pare a fi un antecedent interesant al gospodăriei din Provincia Asir și poate în strânsă legătură cu qasaba. Se află în ruine acum, dar a fost cândva o locuință și este puternic defensivă."  
Un raport spune despre un sat tradițional din Al-Bahah, Arabia Saudită: „Chiar și drumul care duce spre sat este impresionant, vezi defilând mai multe turnuri istorice din piatră și din ardezie. Provincia Al-Bahah este cunoscută sub numele de "regiunea celor 1001 de turnuri", cândva construite pentru a proteja de triburile dușmane satele, drumurile și plantațiile. Astăzi, aceste turnuri sunt abandonate, iar multe dintre ele sunt parțial sau complet în ruine."